# Jetmir Krasniqi
Jetmir Krasniqi (ur. 1 stycznia 1995 w Nyon) – kosowski piłkarz występujący na pozycji obrońcy. Zawodnik klubu FC Schaffhausen.

## Kariera klubowa
Jako junior Krasniqi trenował w zespołach FC Stade Nyonnais oraz FC Lausanne-Sport. W sezonie 2013/2014 występował w piątoligowych rezerwach Lausanne-Sport, a w sezonie 2014/2015 dołączył do pierwszej drużyny, grającej w Swiss Challenge League. W następnej edycji zwyciężył z klubem w tych rozgrywkach i wywalczył awans do Swiss Super League. Wówczas został jednak wypożyczony do drugoligowego FC Le Mont, w którym grał w rozgrywkach 2016/2017.
W połowie 2017 roku odszedł z Lausanne do FC Chiasso (Challenge League), z kolei w styczniu 2018 został pozyskany przez FC Lugano (Super League). W nowej lidze zadebiutował 10 lutego 2018 w wygranym 1:0 meczu z FC Sion, a 13 maja 2018 w przegranym 1:3 pojedynku z BSC Young Boys strzelił swojego pierwszego gola. W styczniu 2019 został wypożyczony do rumuńskiego FC Voluntari, w którego barwach zagrał trzy razy w lidze rumuńskiej.
W połowie 2019 roku odszedł z Lugano, a w październiku podpisał kontrakt z drugoligowym FC Schaffhausen.

## Kariera reprezentacyjna
W latach 2014–2015 występował w młodzieżowych reprezentacjach Szwajcarii, na szczeblu U-20 oraz U-21.
29 maja 2018 zadebiutował natomiast w reprezentacji Kosowa, podczas wygranego 3:0 towarzyskiego meczu z Albanią.